# John Boyd Orr, 1:e baron Boyd-Orr
John Boyd Orr, 1:e baron Boyd Orr av Brechin, född 23 september 1880 i Kilmaurs, East Ayrshire, Skottland, död 25 juni 1971 i Edzell, Angus, Skottland, var en brittisk (skotsk) läkare, biolog och politiker som mottog Nobels fredspris 1949.

## Biografi
Boyd Orr var mellersta barnet i en familj med sju syskon. Fadern, Robert Clark Orr, var ägare till ett stenbrott, och en man med djup religiös övertygelse, som medlem i en sekt av Free Church of Scotland. Modern, Annie Boyd, var dotter till en annan stenbrottsägare, som var stormästare i en frimurarloge.
Familjens hem var välförsett med böcker och fadern väl beläst i politiska, sociologiska och metafysiska frågor, som ofta diskuterades inom familjen. Det hölls också en andakt i familjen varje kväll. 
Boyd Orr började sin skolgång i byskolan i West Kilbride, där han undervisades fram till 13-årsåldern, med kristendomskunskap som en viktig del, vilket gav honom en god kunskap om Bibeln, som stannade hos honom resten av livet.
Han fortsatte på Kilmarnock Academy, men återvände efter en tid till byskolan där han fick arbeta som lärarkandidat. Det var en krävande tid för den unge Boyd Orr, som samtidigt både studerade hemma för att få behörighet till universitetet och arbetade varje dag i sin fars företag.
Efter fyra år som lärarkandidat fick han vid 19 års ålder stipendium för studier till lärare på college i Glasgow, men också ett stipendium som betalade hans boende där. Samtidigt gick han en treårig utbildning i teologi vid universitetet vars kostnader även täcktes av stipendiet.

### Första mötet med fattigdomen
Under sin grundutbildning fick han tillfälle att utforska staden och chockades då av den utbredda fattigdomen i slumområdena, som då utgjorde en stor del av staden. Rakitis var vanlig bland barnen, undernäring (ibland kombinerad med dryckenskap) fanns hos många vuxna och många av de äldre var utblottade.
I sin första tjänst 1902 kom han att placeras i ett sådant område, men han slutade efter några dagar när han insåg att han inte kunde lära barn i sådant tillstånd något och inte heller kunde göra något för att lindra deras lidande.

### Tillbaka till universitetet
För att utöka sin lärarlön undervisade Boyd Orr i kvällskurser i bokföring och redovisning. De kunskaper och färdigheter han skaffade genom detta arbete skulle visa sig mycket användbara i hans fortsatta karriär.
Men hans hjärta klappade inte för undervisning och efter att ha uppfyllt de pedagogiska förpliktelser som hans stipendier stipulerade, återvände han till universitetet för att studera biologi. Detta ämne hade alltid intresserat honom, men som en säkerhetsåtgärd började han samtidigt studier för en examen i medicin. Han avlade kandidatexamen 1910 och blev medicine kandidat 1912. Två år senare tog han medicine doktorsexamen och fick då Bellahoustons guldmedalj för den mest framstående avhandlingen det året.

### Forskarkarriär
När han lämnade universitetet tog han arbete som fartygsläkare på ett handelsfartyg mellan Skottland och Västafrika, vilket gav honom möjlighet att snabbare betala sina studieskulder. Han slutade där efter fyra månader när han avbetalat sina skulder.
Han sökte sedan ett vikariat på familjeläkaremottagningen i Saltcoats och erbjöds partnerskap där. Han insåg emellertid att karriär inom medicinen inte var något för honom och accepterade istället ett erbjudande om ett tvåårigt forskningsstipendium från Carnegie för att arbeta i E.P. Cathcarts laboratorium. Arbetet han bedrev där täckte undernäring, protein, kreatin och effekten av vattenintag på människans ämnesomsättning, samt energibehovet hos militära rekryter under utbildning.

### Starten av Rowett Research Institute
Den 1 april 1914 tog Boyd Orr hand om ett nytt forskningsinstitut i Aberdeen, ett projekt i samarbete för forskning om djurfoder vid  North of Scotland College of Agriculture and Aberdeen University. Oenighet om de ekonomiska förutsättningarna lade dock hinder ivägen för projektets framskridande.
Vid utbrottet av första världskriget tilläts han lämna uppdraget för tjänstgöring i British army. Han ansågs emellertid mer värdefull där hemma och fick sitt första uppdrag i en civil sektion av R.A.M.C. för att utreda sanitära frågor. Efter 18 månader placerades han som Medical Officer vid en infanterienhet, 1st Sherwood Foresters. Han tillbringade där mycket av sin tid i skyttegravar med att se om de många sårade. Han ordnade också med att soldaternas diet fick tillskott av grönsaker från lokala odlingar.
Oroad över att tappa kontakten med medicinen och näringslärans utveckling begärde han att få bli flyttad till marinen, där han trodde sig få mera tid för studier och forskning. Han tillbringade därefter en hektisk tremånaders tid på marinsjukhuset i Chatham, innan han placerades på HMS Furious, där han fick en hel del tid för sina studier.

### Efterkrigstidens expansion av Rowett Research Institute
Boyd Orr återvände till Aberdeen i början 1919, men hans plan för ett stort institut hade ännu inte accepterats. År 1920 blev han presenterad för John Quille Rowett, en affärsman som tycktes ha dåligt samvete för de stora vinster har gjort under kriget. Genom att denne kunde bidra med de ekonomiska tillskott som krävdes för att få tillgång till den statliga finansieringen. År 1922 kunde de nya byggnaderna tas i bruk och kort därefter invigas av Queen Mary.
Under 1920-talet var hans egen forskning mest inriktad på djurfoder, men han kom att ändra fokus till människoföda både som forskare och aktiv lobbyist och propagandist för att förbättra människors kostvanor.
Under åren 1929 - 44 var Boyd Orr konsulterande direktör vid Imperial Bureau of Animal Nutrition och senare Commonwealth Bureau of Nutrition (en del av Commonwealth Agricultural Bureax), vilken var baserad vid Rowett Research Institute.

### Internationellt och politiskt arbete
Vid den här tiden var Boyd Orr rektor för University of Glasgow, då han valdes som oberoende parlamentsledamot för de kombinerade skotska universiteten i april 1945, en plats han höll till 1946.
Efter andra världskriget lämnade Boyd Orr Rowettinstitutet och ägnade sig åt andra uppdrag inom bland annat FAO, där han dock misslyckades med att få stöd för sina idéer om förbättrad livsmedelsproduktion och rättvisare fördelning.
När han 1949 fick Nobels fredspris, donerade han hela den finansiella delen till organisationer som arbetade för världsfreden och en enad världsregering.
År 1960 valdes han till den första presidenten för World Academy of Art and Science, som bildades av framstående forskare som oroades över potentiellt missbruk av vetenskapliga upptäckter och särskilt kärnvapen.